# Dominato
Período do Império Romano que vai de 285, com o início do dominato (palavra com origem em dominus, senhor) por Diocleciano (r. 284–305), a 565, data em que morreu Justiniano (r. 527–565). O Dominato era uma monarquia despótica e militar, de tipo helenístico. Sob a influência de ideias orientais, o príncipe (princeps) converteu-se em domino (dominus), isto é, em amo ou governante absoluto à frente de uma grande burocracia. Durante o domínio ou dominato, os imperadores mostravam claramente a sua condição, usando coroas, púrpuras e outros ornamentos imperiais. O imperador tornava-se "senhor e deus" e todos que eram admitidos em sua presença eram obrigados a ajoelhar-se e beijar a ponta do manto real. Extinguiu-se, com isso, o principado: os civis haviam sido derrotados pelos militares.
Que o cargo de príncipe já tivesse em si o germe de uma situação de um Dominato é uma realidade: fatos como a Apoteose dos imperadores, o poder sem limites, e o lento declinar, por parte dos Romanos, da importância que davam a vida política entre iguais contribuíram, de forma decisiva, para a adoção de uma monarquia oriental. Elas foram especialmente bem sucedidas no Império Romano do Oriente.